# Albert Le Barillier
 (octobre 2015).
Pour les articles homonymes, voir Le Barillier.
Albert Le Bariller est un homme politique français né le 6 octobre 1855 à Bordeaux (Gironde) et décédé le 11 mars 1940 à Anglet (Pyrénées-Atlantiques).

## Biographie
Agent de change à Bordeaux, il est maire d'Anglet et conseiller général. Il est sénateur des Basses-Pyrénées de 1920 à 1927, inscrit au groupe de l'Union républicaine.